# スフェリオン・ソナー
スフェリオン・ソナー (Spherion Sonar) は、フランス・タレス（旧 トムソンCSF）社の水上艦用 中周波ソナー・システム。フランス本国では使用されていないが、世界各国に多数が輸出されている。

## 概要
スフェリオン・ソナーは、輸出が振るわなかったDUBA-25の後継として、1985年に発表され、市場に投入された。スフェリオンという名前の由来は球形のアレイにあり、160個の送受波器によって全周を捜索できる。
スフェリオン・ソナーは、輸出市場におけるライバルであるアメリカ・レイセオン社のAN/SQS-56 (DE-1160) と同様、艦首/船底装備と可変深度ソナーの両方の形態で提供されている。可変深度ソナーは10～13 kHzで、217 dBの強度を持つ。
艦首装備型のうち、初期のモデルであるスフェリオンB（TSM-2633）は、6～8 kHzの周波数を使用して、探知可能距離は2～24 km。直径1.15m、重量1,830 kgの球形アレイを有し、波形はパルス波と連続波（768のドップラー・チャネル）、変調方式は周波数変調で、25の目標を追尾でき、システム全体の重量は6,000 kgであった。
これをもとに、アンザック級フリゲート向けに開発されたスフェリオン Mk 2は、さらに2 dBの増強を果たすためにTRDTモードが追加されたほか、魚雷警戒装置とも連接されている。これにより、追尾可能な目標は64に増加し、また、探知可能距離も32 kmに延伸された。価格は、艦首ソナーで400万ドル程度、可変深度ソナーと合わせた統合ソナーで600万ドル程度とされている。その後、スフェリオンBの発信機に、より先進的な情報処理装置を組み合わせたMFS 2000も開発され、フリチョフ・ナンセン級フリゲートに搭載された。
最新モデルは、これをさらに発展させたスフェリオン Mk 3である。5.5 kHzとより低周波を使用可能としたほか、情報処理能力も強化されて、探知距離が64 kmに延伸されているほか、音波ビームの形成能力も向上している。

## 採用国と搭載艦
インド海軍
- デリー級駆逐艦

 オーストラリア海軍
- アンザック級フリゲート
- アデレード級フリゲート（改修により搭載予定）

 サウジアラビア海軍
- アル・リヤド級フリゲート

 台湾海軍
- 康定級フリゲート

 ニュージーランド海軍
- テ・カハ級フリゲート

 ノルウェー海軍
- オスロ級フリゲート (TSM-2633)
- フリチョフ・ナンセン級フリゲート (MFS 2000)

 マレーシア海軍
- レキウ級フリゲート